# Gebedenboek van Karel de Kale

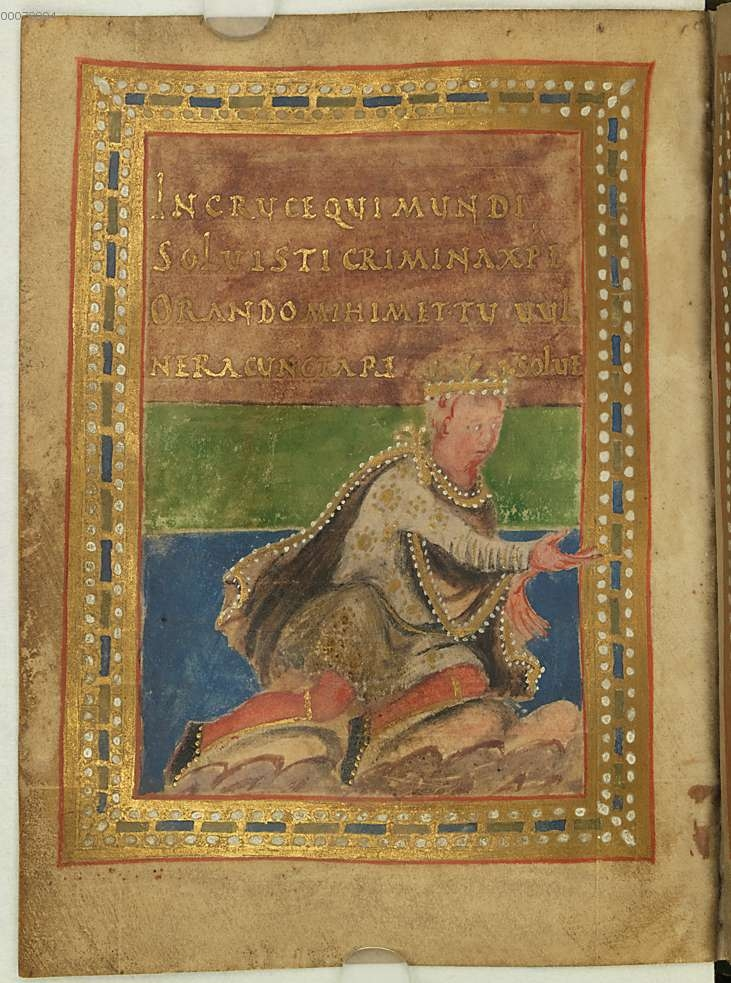
Opdrachtgever, f38v

Het Gebedenboek van Karel de Kale is een verlucht handschrift dat tussen 846 en 869 gemaakt werd in de hofschool van Karel de Kale een kleinzoon van Karel de Grote. Het wordt vandaag bewaard in de schatkamer van de Residentie van München als 'esMü.Schk0004-WL'. Het boekje werd gemaakt voor het persoonlijk gebruik van Karel en bevat naast getijdengebeden en boetegebeden, psalmen en persoonlijke gebeden van Karel. Het is het oudste persoonlijke gebedenboek van een koning, dat bewaard is gebleven.

## Codicologische informatie
Het is een klein handschrift (142 x 115 x 37mm) dat bestaat uit 45 perkamenten folia van 135 bij 110 mm groot. De Latijnse tekst is volledig in het goud geschreven in een Karolingische minuskel. De achtergrond van titels en titelbladzijden werd purper gekleurd. Het tekstblok bestaat uit één kolom van 13 lijnen per blad. Titels en sommige bladzijden zijn geschreven in kapitalen. Het tekstblok is op bijna alle pagina's omkaderd met een dubbele gouden lijst, waarbinnen florale en geometrische motieven zijn geschilderd.
Het boek bevat slechts twee miniaturen op de tegenoverliggende bladzijden f38v en f39r die links Karel de Kale tonen in gebed voor de gekruisigde Christus die afgebeeld is op de miniatuur rechts. Voor het overige is er één bijna bladgrote initiaal op f7r.
Op het titelblad f1r wordt het boek geïdentificeerd met de tekst: "Enchiridion Precationum Caroli Calvi Regis" (Gebedenboek van koning Karel de Kale) in grote gouden kapitalen.

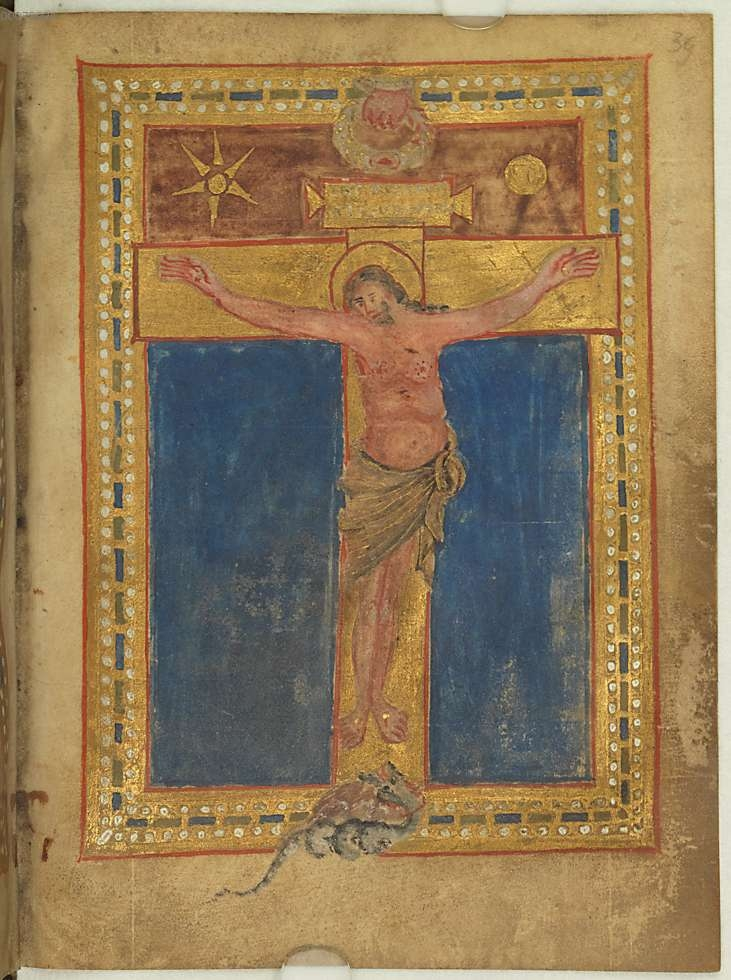
Gekruisigde, f39r

## Datering
In de opdracht van het boek op f6v ("Incipit liber orationum quem Karolus piissimus rex Hludouuici caesaris filius omonimus colligere atque sibi manualem scribere iussit") wordt Karel als vrome koning beschreven, wat toelaat het handschrift te dateren op de periode dat Karel koning was namelijk van 843-875. Karel wordt in de tekst als opdrachtgever genoemd maar ook als gebruiker wat toelaat de figuur op f38v te identificeren als Karel de Kale. Gezien ook zijn vrouw 'Irmintrudis' in de gebeden genoemd werd evenals zijn kinderen ("Libera me … cum coniunge nostra Irmindrudi ac liberis nostris" fol. 21v) en we weten dat Irmintrudis in 869 stierf en zijn eerste zoon Lodewijk in 846 geboren werd, kan het handschrift gedateerd worden tussen 846 en 869.

## Herkomst
Het handschrift werd vervaardigd aan de hofschool van Karel de Kale. Maar gezien de koning frequent van verblijfplaats wisselde is het ook nagenoeg onmogelijk te zeggen waar de hofschool gevestigd was toen het handschrift tot stand kwam. Handschriften van de hofschool kwamen uit Abdij van Corbie, Compiègne, Saint-Denis in Parijs en uit de Abdij van Saint-Denis in Reims. De hofschool van Karel wordt beschouwd als het laatste grote centrum van de Karolingische renaissance.

## Geschiedenis
Het handschrift kan via inventarislijsten tussen 1333 en 1525 geplaatst worden in het Fraumünster in Zürich. Toen het klooster tijdens de reformatie werd gesloten kwam het boekje terecht in de Benediktijnerabdij van Rheinau. In 1583 werd er een gedrukte uitgave van het boek gepubliceerd in Ingolstadt door Felizian Ninguarda, apostolisch nuntius voor 'Oberdeutschland' en stadhouder van paus Gregorius XIII. In het boek werden ook de ivoren boekplatten beschreven die toen de boekband vormden maar nu verloren zijn. In 1583 schonk Johann Theobald Werle von Greifenberg, de toenmalige abt van Rheinau, het manuscript aan hertog Willem V van Beieren, die het in zijn hofbibliotheek onderbracht. In 1618 had het boek nog steeds zijn ivoren boekplatten.
Zijn zoon Maximiliaan van Beieren (1573-1651), die in 1598 de regering van zijn vader overnam, bracht het boek onder in zijn persoonlijke kunstgalerij, naast zijn appartement in de Residentie. Het was in die periode dat het manuscript opnieuw werd ingebonden in zijn huidige lederen boekband versierd met parels (zie weblinks).

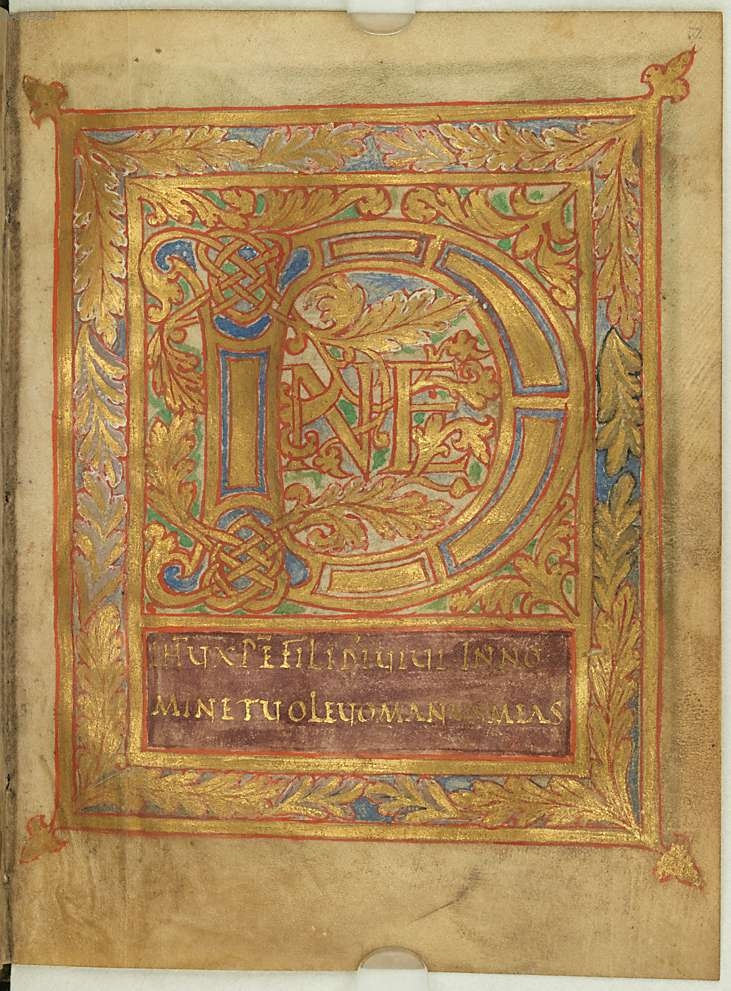
versierde initiaal, f7r

## Weblinks
- Gebedenboek van Karel de Kale online raadplegen.